# جون مارين
جون مارين (بالإنجليزية: John Marin)‏ هو رسام ومهندس معماري أمريكي، ولد في 23 ديسمبر 1870 في روثرفورد في الولايات المتحدة، وتوفي في 2 أكتوبر 1953 في أديسون في الولايات المتحدة.

## وصلات خارجية
- جون مارين على موقع الموسوعة البريطانية (الإنجليزية)
- جون مارين على موقع ديسكوغز (الإنجليزية)